# Castañeda (Salamanca)
Castañeda es una localidad de la provincia de Salamanca, Comunidad Autónoma de Castilla y León, España. Pertenece al término municipal de Villagonzalo de Tormes.

## Historia
En el lugar que hoy ocupa el caserío de Castañeda, se hallan los restos de una lujosa villa romana de época tardía, la cual fue excavada por Jacinto Vázquez de Parga a comienzos del siglo XX. El área de ocupación del yacimiento parece delimitada por el caserío, la carretera de Madrid y el Aeropuerto de Salamanca-Matacán. Los hallazgos han permitido independizar la zona residencial de la industrial, destacando grandes tinajas de unos dos metros de altura y grandes bloques de piedra acanalados para la conducción de agua.
En la parte residencial de la villa se hallaron dovelas de arcos, fragmentos de columna y fustes, todo lo cual probablemente formó parte del peristilo. Pero lo más espectacular debieron de ser los pavimentos de mosaico. Estos fueron descritos por Manuel Gómez-Moreno y el padre César Morán Bardón, en la primera mitad del siglo XX, antes de que quedaran cubiertos bajo una capa de cemento. 
Además, se han localizado algunas sepulturas del asentamiento no muy alejadas de la parte residencial.

## Demografía
| Gráfica de evolución demográfica de Castañeda entre 2000 y 2015                          |
|                                                                                          |
| Fuente: Instituto Nacional de Estadística de España - Elaboración gráfica por Wikipedia. |